# استون کلینتون
استون کلینتون (به انگلیسی: Aston Clinton) یک روستا و محله مدنی در بریتانیا است که در ایلسبوری ویل واقع شده‌است. استون کلینتون ۳٬۶۸۲ نفر جمعیت دارد.